# 石丸雄吉
石丸 雄吉（いしまる ゆうきち、1904年（明治37年）12月2日 - 1997年（平成9年）11月26日）は、日本の気象学者である。

## 経歴・人物
福岡県の生まれ。気象技術官養成所（現在の気象大学校）の第一期生として入学し、1925年（大正14年）に卒業後は千葉県館山市に所在する布良測候所に勤務する。その後は雲量等の雲の観測に携わりその成果が当時画期的だったことで、1931年（昭和6年）日本気象学会賞を受賞した。
中央気象台（現在の気象庁）の羽田空港出張所の所長を務め、空港周辺の航空気象の観測にも携わった。第二次世界大戦後は故郷である福岡管区気象台の技術部長を務め、退官後は生活暦の刊行を手掛けた。

## 著書
- 『雲の気象学』
- 『大陸気象随感』
- 『雲の写真と図解』